# Islandia na Letnich Igrzyskach Olimpijskich 1980
Islandię na Letnich Igrzyskach Olimpijskich 1980 reprezentowało dziewięciu zawodników, sami mężczyźni. Był to 11. start reprezentacji Islandii na letnich igrzyskach olimpijskich.
Najmłodszym islandzkim zawodnikiem był 18-letni sztangista Þorsteinn Leifsson, zaś najstarszym 33-letni judoka, Halldór Guðbjörnsson.

## Skład reprezentacji

### Judo
| Zawodnik             | Konkurencja    | 1/16 finału                                 | 1/8 finału                                                 | Ćwierćfinały                                      | Półfinały        | Repasaże o brązowy medal | Repasaże o brązowy medal | Repasaże o brązowy medal | Finał            | Pozycja  | Źródło |
| Zawodnik             | Konkurencja    | 1/16 finału                                 | 1/8 finału                                                 | Ćwierćfinały                                      | Półfinały        | Runda 1.                 | Runda 2.                 | O brąz                   | Finał            | Pozycja  | Źródło |
| Zawodnik             | Konkurencja    | Przeciwnik Wynik                            | Przeciwnik Wynik                                           | Przeciwnik Wynik                                  | Przeciwnik Wynik | Przeciwnik Wynik         | Przeciwnik Wynik         | Przeciwnik Wynik         | Przeciwnik Wynik | Pozycja  | Źródło |
| -------------------- | -------------- | ------------------------------------------- | ---------------------------------------------------------- | ------------------------------------------------- | ---------------- | ------------------------ | ------------------------ | ------------------------ | ---------------- | -------- | ------ |
| Halldór Guðbjörnsson | Waga lekka     | Paul Diop Wygrana przez ippon (0:46)        | Edward Alkśnin Porażka przez waza-ari-awasete-ippon (2:37) | NQ                                                | NQ               | NQ                       | NQ                       | NQ                       | NQ               | 12.- 18. | [ 2 ]  |
| Bjarni Friðriksson   | Waga półciężka | Panikos Ewripidu Wygrana przez ippon (1:25) | Dendeviin Amgaa Wygrana przez ippon (3:32)                 | Rolando José Tornés Porażka przez decyzję sędziów | NQ               | NQ                       | NQ                       | NQ                       | NQ               | 11.- 12. | [ 3 ]  |

### Lekkoatletyka

#### Konkurencje biegowe
| Zawodnik         | Konkurencja    | Eliminacje | Eliminacje | Ćwierćfinały | Ćwierćfinały | Półfinały | Półfinały | Finał | Finał   | Źródło |
| Zawodnik         | Konkurencja    | Czas       | Pozycja    | Czas         | Pozycja      | Czas      | Pozycja   | Czas  | Pozycja | Źródło |
| ---------------- | -------------- | ---------- | ---------- | ------------ | ------------ | --------- | --------- | ----- | ------- | ------ |
| Oddur Sigurðsson | Bieg na 100 m  | 10.94      | 7.         | NQ           | NQ           | NQ        | NQ        | NQ    | NQ      | [ 4 ]  |
| Oddur Sigurðsson | Bieg na 400 m  | 47.39      | 5.         | NQ           | NQ           | NQ        | NQ        | NQ    | NQ      | [ 5 ]  |
| Jón Diðriksson   | Bieg na 800 m  | 1:51.1     | 6.         | Nie dotyczy  | Nie dotyczy  | NQ        | NQ        | NQ    | NQ      | [ 6 ]  |
| Jón Diðriksson   | Bieg na 1500 m | 3:44.34    | 7.         | Nie dotyczy  | Nie dotyczy  | NQ        | NQ        | NQ    | NQ      | [ 7 ]  |

#### Konkurencje techniczne
| Zawodnik           | Konkurencja    | Eliminacje         | Eliminacje         | Finał   | Finał   | Źródło |
| Zawodnik           | Konkurencja    | Wynik              | Pozycja            | Wynik   | Pozycja | Źródło |
| ------------------ | -------------- | ------------------ | ------------------ | ------- | ------- | ------ |
| Hreinn Halldórsson | Pchnięcie kulą | 19,74 m            | 9. Q               | 19,55 m | 10.     | [ 8 ]  |
| Óskar Jakobsson    | Pchnięcie kulą | 19,66 m            | 11. Q              | 19,07 m | 11.     | [ 8 ]  |
| Óskar Jakobsson    | Rzut dyskiem   | Nie zaliczył próby | Nie zaliczył próby | NQ      | NQ      | [ 9 ]  |

### Podnoszenie ciężarów
| Zawodnik           | Konkurencja  | Rwanie   | Rwanie  | Podrzut            | Podrzut            | Suma             | Suma             | Źródło |
| Zawodnik           | Konkurencja  | Wynik    | Pozycja | Wynik              | Pozycja            | Wynik            | Pozycja          | Źródło |
| ------------------ | ------------ | -------- | ------- | ------------------ | ------------------ | ---------------- | ---------------- | ------ |
| Þorsteinn Leifsson | 75 – 82,5 kg | 125 kg   | 7.      | Nie zaliczył próby | Nie zaliczył próby | Nieklasyfikowany | Nieklasyfikowany | [ 10 ] |
| Guðmundur Helgason | 82,5 – 90 kg | 135 kg   | 13.     | 160 kg             | 13.                | 295 kg           | 13.              | [ 11 ] |
| Birgir Borgþórsson | 90 – 100 kg  | 147,5 kg | 13.     | 182,5 kg           | 11.                | 330 kg           | 12.              | [ 12 ] |